# Битва при Моклине
Битва при Моклине, также известная как Катастрофа при Моклине — сражение, произошедшее в гранадском городе Моклин 23 июня 1280 года между Королевством Кастилия и Леон, силы которого состояли в основном из наёмников и членов Ордена Сантьяго, которыми командовали великий магистр ордена Гонсало Руис Хирон и инфант Санчо, сын короля Альфонсо X Кастильского, и армией Гранадского эмирата.

## Исторический фон
В период с февраля по март 1280 года Альфонсо X Кастильский и его совет созвали встречу в городе Бадахос, чтобы завершить подготовку к ведению войны против гранадского эмира Мухаммеда II. На этом собрании присутствовало большинство членов королевской семьи, кроме королевы Виоланты Арагонской, которая отдалилась от короля. Альфонсо X приказал собрать свои силы в городе Кордова, откуда они должны были начать операции в Вега-де-Гранада. Альфонсо заболел глазом и не смог сопровождать свою армию в походе и вместо этого остался в городе Кордова.

## Битва
В июне 1280 года инфант Санчо, сын короля Альфонсо X Кастильского, руководил вторжением в Вега-де-Гранада в сопровождении, среди прочих, Гонсало Руиса Хирона, великого магистра Ордена Сантьяго. Санчо приказал Гонсало следовать вместе со своими вассалами, Хилем Гомесом де Вильялобосом, аббатом Вальядолида, и Фернаном Энрикесом и защищать войска, собирающие припасы для армии, с экспедиционным корпусом, пока он оставался в Алькала-ла-Реаль и ждал подкрепления. По возвращении из вышеупомянутой экспедиции кастильские и леонские силы были атакованы мусульманскими войсками под командованием Мухаммеда II, которые поджидали в засаде вокруг города Моклин.
Имитируя бегство, мусульманские войска, дислоцированные в Моклине, привлекли кастильско-леонские войска к месту, где они устроили засаду. Христианские войска преследовали тех Мухаммеда II, которые отрезали им пути отступления. Затем мусульманские силы атаковали, разгромив христианские силы и нанеся тяжелые потери.
Бойня, известная как Катастрофа при Моклине, привела к гибели более 2 800 кастильских и леонских рыцарей и солдат и гибели большинства рыцарей на службе Ордена Сантьяго. Великий магистр ордена Гонсало Руис Хирон был смертельно ранен в бою. Когда инфант Санчо услышал известие о катастрофе, он приказал оставшимся войскам под его командованием удерживать свои позиции, что предотвратило полный разгром и резню всех христианских войск в кампании.
После того, как все христианские войска реорганизовались после катастрофы, инфант Санчо прошел через Моклин и направился в Гранаду, чтобы разрезать долину на две части. После кампании агрессии в этом районе Гранады Санчо вернулся в Кордову через Хаэн. К 7 августа инфант Санчо с кастильским войском вернулся в Кордову.

## Последствие
Гонсало Руис Хирон, великий магистр Ордена Сантьяго, скончался от ран через несколько дней после катастрофы. Похоронен в гробнице в городе Алькаудете.
Чтобы избежать исчезновения Ордена Сантьяго из-за гибели столь многих его рыцарей, король Альфонсо X Кастильский объединил членов Ордена Санта-Мария-де-Испания в Орден Сантьяго и назначил Педро Нуньеса великим магистром недавно объединённого Ордена. Орден Пресвятой Девы Марии Испанской, который основал сам король Альфонсо X, прекратил свое существование.